# Cyrpok
Cyrpok (czerpak, cerpok) – drewniane naczynie służące do nabierania mleka, śmietany, żentycy itp., w formie kubka. Związane z gospodarką szałaśniczą, w tym z produkcją oscypków. Wśród górali podhalańskich zwykle wykonane z drewnianych klepek i posiadające również drewniane ucho. W procesie wytwarzania oscypka odmierza się nim ilość bundzu, wyciska w nim serwatkę i po wyciśnięciu wyjmuje wyciśnięty ser do parzenia.
Nazywane też bywa mylnie skopkiem, innym rodzajem drewnianego naczynia (o zwężających się ku górze brzegach w formie wiadra). W naczyniu tym często podawana jest żentyca, przedstawiane jest jako tradycyjne naczynie do jej podawania.